# Somewhere in Time
Somewhere in Time è il sesto album in studio del gruppo musicale britannico Iron Maiden, pubblicato il 29 settembre 1986 dalla EMI.

## Descrizione
Rispetto alle precedenti pubblicazioni, Somewhere in Time è caratterizzato dall'introduzione di nuove sonorità: vengono impiegati per la prima volta nella carriera del gruppo le guitar synth, che possono essere viste come una fase di transizione verso i veri e propri sintetizzatori del successivo Seventh Son of a Seventh Son. Il sound di Somewhere in Time fa da contraltare, sul piano musicale, ai temi fantascientifici della copertina e di alcuni brani.
Dal punto di vista compositivo, l'album è caratterizzato dal grande apporto di Adrian Smith (che firma diversi brani, incluso il singolo Wasted Years) oltre a quello costante di Steve Harris, che produce alcune delle suite più lunghe e apprezzate della storia del gruppo, come Heaven Can Wait ed Alexander the Great.

## Copertina
La mascotte Eddie the Head veste nuovamente i panni di un assassino (in una posa del tutto simile a quella dell'album Killers) e questa volta la scena è ambientata in una città del futuro dove, fra insegne luminose ed ologrammi, Derek Riggs (già autore di tutte le copertine del gruppo fin dal 1980) ha inserito numerosi richiami a precedenti titoli della band: dal pub Aces High al ristorante Ancient Mariner, dagli hotel Dune e Long Beach Arena alla Phantom Opera House, dagli ologrammi delle piramidi all'immagine di Icarus che precipita, dall'insegna luminosa del teatro sullo sfondo (che recita Live After Death) all'orologio sul retro della copertina che segna le 23:58. Inoltre si può notare che appena poco più in alto del braccio meccanico in primo piano c'è un manifesto di un live del gruppo con la copertina del primo album omonimo.
A destra della copertina è presente un manifesto di un concerto della band e sopra di esso un esplicito riferimento al brano 22 Acacia Avenue dall'album The Number of the Beast. In basso a sinistra è presente la scritta "The Ruskin Arms", celebre pub di Londra dove gli Iron Maiden hanno suonato nei loro primi anni; altri riferimenti a luoghi dove si sono esibiti sono le scritte "Rainbow", "L'Amours Beer Gardens", "Long Beach Arena", "Hammerjacks" e "Tehe's Bar". Sottostante all'insegna dell'occhio di Horus è presente la scritta "Webster", omaggio a Charlie Webster direttore della EMI. Sull'insegna di un locale è presente la scritta "Bradbury Towers Hotel International", che ricorda lo scrittore Ray Bradbury.
Nel 1995 la EMI ha ripubblicato l'album con l'aggiunta di un CD aggiuntivo che racchiude le b-side dei singoli Wasted Years e Stranger in a Strange Land.

## I brani
1. Caught Somewhere in Time parla di un viaggio nel tempo offerto dal diavolo come tentazione.
2. Wasted Years racconta la nostalgia di casa provata dall'autore (Adrian Smith) durante i continui spostamenti effettuati durante il World Slavery Tour.
3. Sea of Madness è un brano incentrato sulla rovina del mondo attuale.
4. Heaven Can Wait narra l'esperienza di un malato che lotta tra la vita e la morte, tra visioni del paradiso e volontà di rimanere in vita. Il brano è ispirato al film Il paradiso può attendere, con Warren Beatty nei panni di un giocatore di football morto per errore.
5. The Loneliness of the Long Distance Runner è basata sull'omonimo romanzo di Alan Sillitoe (in italiano La solitudine del maratoneta), uscito nel 1959.
6. Stranger in a Strange Land è basato su una spedizione al polo nord realmente avvenuta (Adrian Smith scrisse questo brano dopo aver parlato con uno dei sopravvissuti). Il titolo fa riferimento al romanzo Straniero in terra straniera di Robert A. Heinlein.
7. Deja Vu, unico brano scritto anche da Dave Murray, parla della strana sensazione di aver vissuto più volte uno stesso momento.
8. Alexander the Great narra brevemente la storia e le imprese di Alessandro Magno.

## Tracce
1. Caught Somewhere in Time – 7:22 (Steve Harris)
2. Wasted Years – 5:06 (Adrian Smith)
3. Sea of Madness – 5:42 (Adrian Smith)
4. Heaven Can Wait – 7:24 (Steve Harris)
5. The Loneliness of the Long Distance Runner – 6:31 (Steve Harris)
6. Stranger in a Strange Land – 5:43 (Adrian Smith)
7. Deja Vu – 4:55 (Dave Murray, Steve Harris)
8. Alexander the Great – 8:35 (Steve Harris)

CD bonus nella riedizione del 1995
1. Reach Out – 3:31 (Dave Colwell) – originariamente interpretata dai The Entire Population of Hackney
2. Juanita – 3:47 (Steve Barnacle, Derek O'Neil) – originariamente interpretata dagli Marshall Fury
3. Sheriff of Huddersfield – 3:35 (Iron Maiden)
4. That Girl – 5:07 (Merv Goldsworth, Pete Jupp, Andy Barnett) – originariamente interpretata dagli FM

Contenuto multimediale nell'edizione rimasterizzata
1. Wasted Years
2. Stranger in a Strange Land

## Formazione
- Bruce Dickinson – voce
- Dave Murray – chitarra ritmica e solista, guitar synth
- Adrian Smith – chitarra ritmica e solista, guitar synth, cori
- Steve Harris – basso, bass synth
- Nicko McBrain – batteria

## Classifiche
| Classifica (1986-2021) | Posizione massima |
| ---------------------- | ----------------- |
| Austria                | 10                |
| Canada                 | 15                |
| Croazia                | 5                 |
| Finlandia              | 1                 |
| Germania               | 8                 |
| Grecia                 | 10                |
| Italia                 | 14                |
| Norvegia               | 8                 |
| Nuova Zelanda          | 5                 |
| Paesi Bassi            | 2                 |
| Portogallo             | 28                |
| Regno Unito            | 3                 |
| Spagna                 | 15                |
| Stati Uniti            | 11                |
| Svezia                 | 6                 |
| Svizzera               | 22                |
| Ungheria               | 20                |